# James Clerk Maxwell
James Clerk Maxwell (Edimburgo, 13 de junio de 1831-Cambridge, 5 de noviembre de 1879) fue un matemático y científico británico. Su mayor logro fue la formulación de la teoría clásica de la radiación electromagnética, que unificó por primera vez la electricidad, el magnetismo y la luz como manifestaciones distintas de un mismo fenómeno. Las ecuaciones de Maxwell, formuladas para el electromagnetismo, han sido ampliamente consideradas la “segunda gran unificación de la física”, siendo la primera aquella realizada por Isaac Newton.
Con la publicación de A Dynamical Theory of the Electromagnetic Field en 1865, Maxwell demostró que el campo eléctrico y el campo magnético viajan a través del espacio en forma de ondas que se desplazan a la velocidad de la luz. Maxwell propuso también que la luz era una ondulación en el mismo medio por el que se propagan los fenómenos electromagnéticos. La unificación de los fenómenos luminosos y eléctricos le llevó a predecir la existencia de las ondas de radio. Maxwell también está considerado como el fundador del campo moderno de la ingeniería eléctrica.
Maxwell contribuyó al desarrollo de la distribución de Maxwell-Boltzmann, un medio para describir de forma estadística ciertos aspectos de la teoría cinética de los gases. También es conocido por haber presentado, en 1861, la primera fotografía en color duradera. 
En el campo de las estructuras destaca su trabajo sobre la optimización de las celosías empleadas en muchos puentes y estructuras de cubierta. El número de Maxwell es la base de la teoría de Michell de optimización de estructuras desarrollada a comienzos del siglo XX.
Sus descubrimientos fueron claves para entrar en la era de la física moderna, sentando los cimientos de campos como la relatividad especial o la mecánica cuántica. Muchos físicos consideran a Maxwell el científico del siglo XIX con mayor influencia en la física del siglo XX. Su contribución a la ciencia es valorada por muchos como comparable a la realizada por científicos como Isaac Newton o Albert Einstein. En la votación del milenio —una encuesta sobre los 100 mayores físicos de la época—, Maxwell acabó en tercer puesto, solo detrás de los dos científicos anteriormente mencionados. En el centenario del nacimiento de Maxwell, Einstein describió su trabajo como el «más profundo y fructífero que la física hubiese experimentado desde los tiempos de Newton». Cuando Einstein visitó la Universidad de Cambridge en 1922, su anfitrión le dijo que había hecho grandes cosas porque se había subido a los hombros de Newton; Einstein respondió: "No, no es así. Me apoyo en los hombros de Maxwell". Fue miembro de la Royal Society de Londres y de la de Edimburgo.

## Biografía

### Primeros años

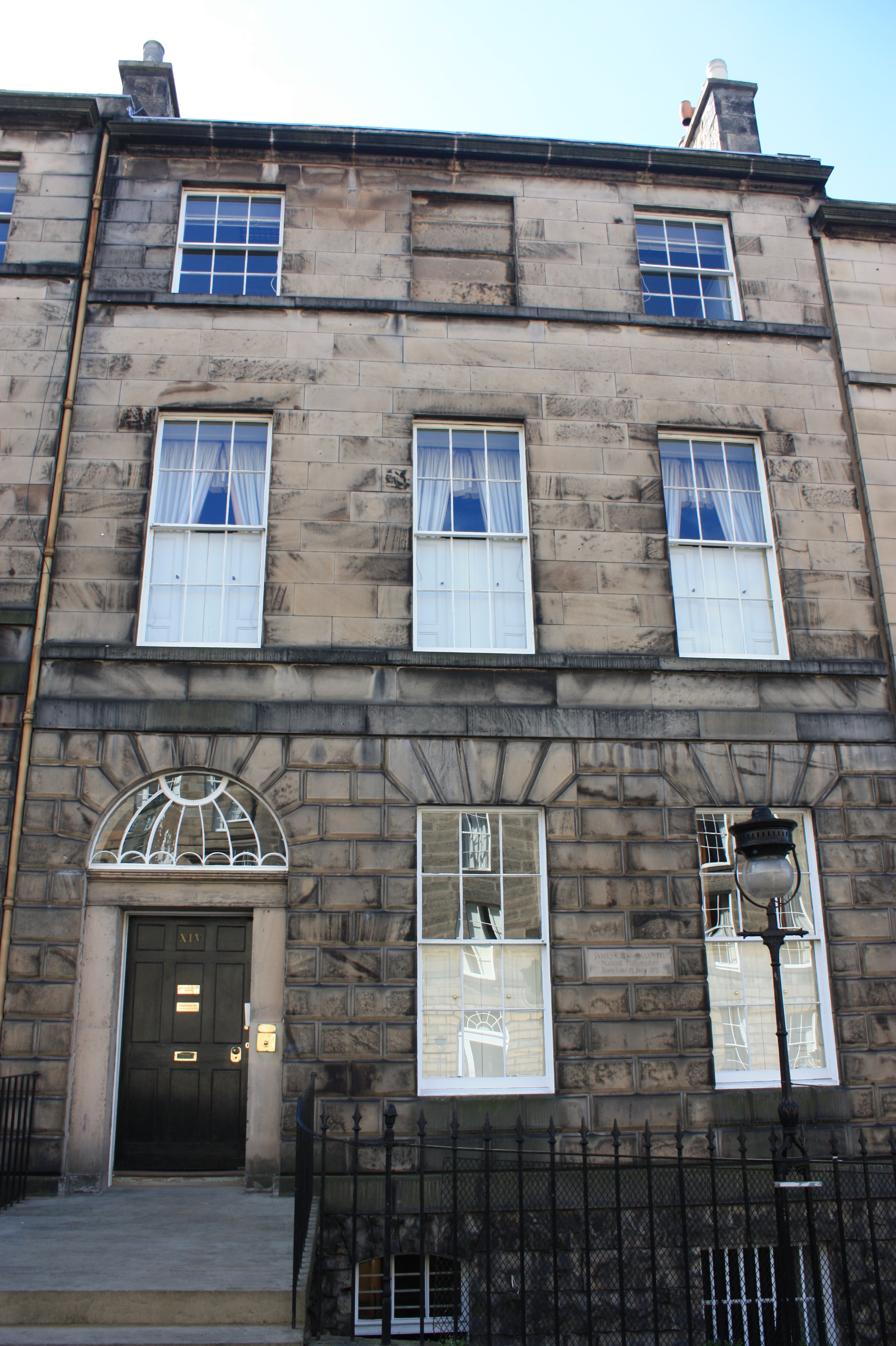
Casa natal de James Clerk Maxwell (Edimburgo)

James Clerk Maxwell nació el 13 de junio de 1831 en el número 14 de la calle India, en Edimburgo, siendo hijo de John Clerk Maxwell de Middlebie, un abogado, y Frances Cay (la hija de Robert Hodshon Cay, y hermana de John Cay). Su padre era un hombre de familia acomodada, siendo el sexto varón de Clerk de Penicuik. De nacimiento, su nombre fue solo John Clerk, añadiendo el Maxwell tras heredar la hacienda de Middlebie gracias a sus conexiones con la propia familia Maxwell. James era primo de la artista Jemima Blackburn, así como del ingeniero civil William Dice Cay, con quien tenía una muy buena relación y que sería su padrino cuando James se casó.
Los padres de Maxwell se conocieron y casaron en la treintena de edad, y su madre tenía casi cuarenta años cuando él nació. Antes ya habían tenido otro vástago, una niña llamada Eli.
Cuando Maxwell era aún joven, su familia se mudó a la casa Glenlair, que sus padres habían construido en las 610 hectáreas de terreno que comprendía la hacienda Middlebie. Todo apunta a que Maxwell mostró una insaciable curiosidad desde muy corta edad. Ya a los tres años, preguntaba sobre el funcionamiento y utilidad de cualquier cosa que se moviese, brillase o emitiese ruido. Tal y como describió su madre en un pasaje añadido a una de las cartas de su marido:
«Es un hombrecito muy feliz, y su condición ha mejorado mucho desde que se moderó el tiempo; se interesa mucho por puertas, llaves y cerraduras, y el “enséñame cómo funciona” nunca sale de su boca. También investiga las partes ocultas del cableado, la forma en la que el agua llega de la pared al estanque…».
Su familia pertenecía a la pequeña nobleza de terratenientes escoceses. Su tío era el 6º barón de Clerk de Penicuik. Su padre, John Clerk Maxwell, se dedicó a la abogacía en Edimburgo y posteriormente pasó a encargarse de la administración de sus propiedades. John fue un hombre ávido de conocer los avances de la ciencia. Inculcó a su hijo el amor por la naturaleza y las ciencias. Un ejemplo de ello es que entre sus juguetes infantiles se encontraba un fenaquistiscopio, antepasado del cine, inventado por el belga Joseph Plateau. James fue instruido en la finca familiar por un joven profesor que, con su agresividad, no logró motivarlo. Y a los 10 años James fue enviado a la Academia de Edimburgo, donde sus compañeros se mofaban de él por su acento rural y sus vestimentas estrafalarias. Cuatro años más tarde, sin embargo, recibía la medalla al mérito en matemáticas.
Acompañando a su padre, y a partir de los 12 años, asistía con frecuencia a las reuniones en la Edinburgh Royal Society, que marcó su trayectoria. En 1845 escribió su primera ponencia científica, que ante su juventud tuvo que ser presentada a la Edinburgh Society por un profesor de la Universidad de Edimburgo. Describía un método para dibujar elipses y figuras con más de dos focos, cuyas propiedades explicaba de forma más sencilla que lo había hecho René Descartes dos siglos antes. La ponencia fue publicada por la Edinburgh Society, lo que le valió para incorporarlo como miembro a sus 14 años.

### Estudios básicos

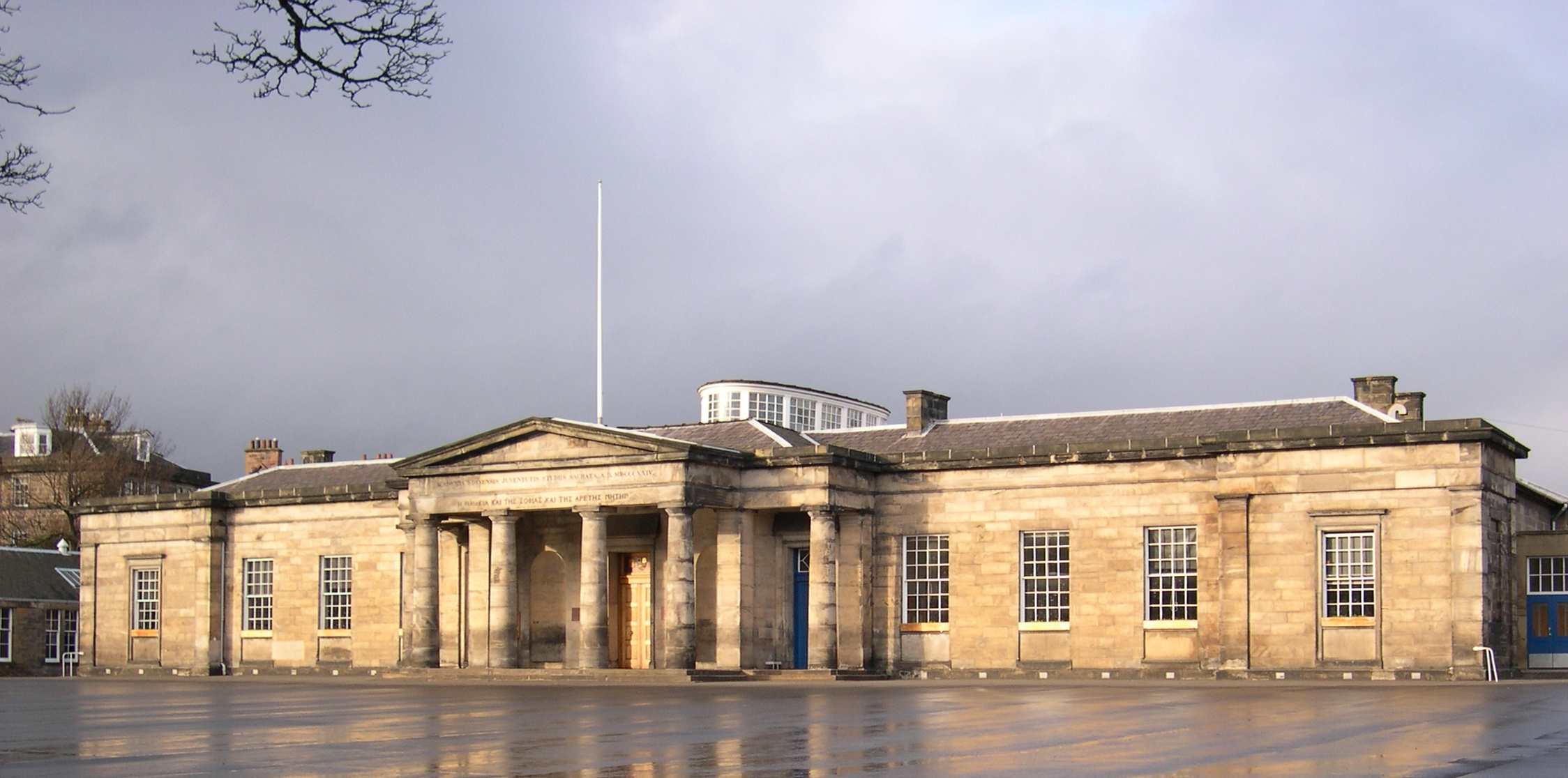
Academia de Edimburgo

Al ver el gran potencial innato del joven, su madre Frances tomó como suya la responsabilidad de educarle. Esto era algo lógico en su época, pues la educación de los niños acostumbraba a recaer sobre la mujer. A los siete años, Maxwell ya había leído largos pasajes de Milton y el Salmo CXIX. Su conocimiento sobre las Sagradas Escrituras era ya muy extenso y conocía numerosos versículos del Psalterio, algo muy inusual para un niño a tan temprana edad. Luego, su madre fue diagnosticada de cáncer abdominal, similar a lo que tendría Maxwell 4 décadas más tarde. Murió en diciembre de 1839, tras una operación infructuosa. Maxwell contaba solo ocho años y, desde ese momento, su educación fue dirigida por su padre y su tía Jane, quienes se convirtieron en las figuras clave de su vida. Su escolarización formal comenzó, de forma poco fructífera, bajo la tutela de un muchacho de dieciséis años. De él solo se sabe que trataba a James con rudeza y lo consideraba lento y caprichoso; el padre de Maxwell lo despidió en noviembre de 1841 y, tras un maduro proceso de reflexión, envió a Maxwell a la prestigiosa Academia de Edimburgo. Durante el curso se alojó en casa de su tía Isabella. Allí desarrolló, apoyado por su prima Jemima, un especial gusto por el dibujo.
El portentoso chico de diez años, criado en la hacienda campestre de su padre, no encajó en el colegio. Dado que en el primer curso no había más plazas, Maxwell se vio obligado a entrar en el segundo con compañeros un año mayores. Sus modales y peculiar acento (propio de Galloway), resultaban demasiado rústicos para los demás chicos. Dado que en el primer día de clase había asistido con un uniforme y un par de zapatos hechos en casa, sus compañeros le pusieron el poco amistoso apodo de «Dafty» (una palabra derivada del inglés antiguo cuyo equivalente actual sería infeliz). A pesar del poco aprecio que denotaba ese tratamiento, a Maxwell nunca pareció importarle y dejó que se lo llamaran durante muchos años sin queja alguna. Su aislamiento social se acabó cuando conoció a Lewis Campbell y a Peter Guthrie Tait, quienes acabarían siendo eruditos de renombre, y con quienes mantendría la amistad a lo largo de toda su vida.
La geometría fascinó a Maxwell desde muy corta edad y descubrió por sí mismo los poliedros regulares antes de recibir ningún tipo de instrucción formal sobre ellos. Pese a ganar tempranamente el premio escolar de escritura biográfica, su restante trabajo académico pasó totalmente desapercibido hasta que a los 13 años ganó la medalla escolar de matemáticas y el primer premio tanto en inglés como en poesía.
Pero los intereses del joven estaban mucho más allá de las materias escolares académicas y nunca se esforzó demasiado en sus calificaciones, pese a que con todo fueran muy buenas. Escribió su primer artículo científico a los catorce años para describir un método mecánico para dibujar cónicas generalizadas usando un trozo de hilo, así como las propiedades de las elipses, los óvalos cartesianos y sus curvas relacionadas (siempre que estas tuvieran más de dos focos). Su trabajo, Oval Curves, fue presentado a la Sociedad Real de Edimburgo por James Forbes, profesor de filosofía natural en la Universidad de Edimburgo, ya que se consideró a Maxwell demasiado joven para presentarlo él mismo.
Aunque el trabajo no era completamente original, puesto que René Descartes ya había examinado las propiedades de las elipses multifocales en el siglo XVII, la contribución de Maxwell fue haber simplificado su método reduciendo el número de pasos.

### Universidad de Edimburgo (1847–1850)

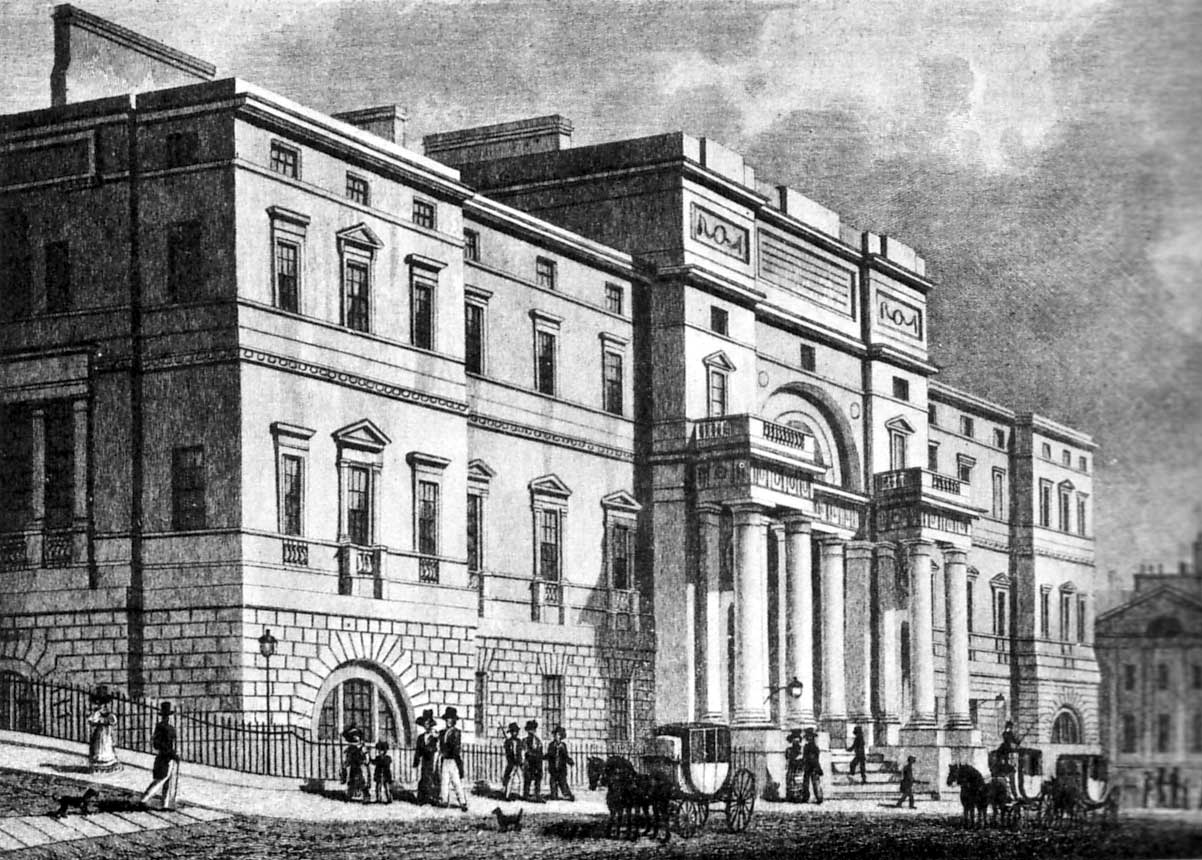
Old College, Universidad de Edimburgo

Maxwell dejó la Academia en 1847 a los 16 años y comenzó a asistir a clases en la Universidad de Edimburgo. Tuvo la oportunidad de asistir a la Universidad de Cambridge, pero, tras su primer trimestre, decidió completar el curso de sus estudios de pregrado en Edimburgo. El personal de la academia de la Universidad de Edimburgo incluía algunos nombres de gran prestigio. Sus tutores de primer año incluyeron a sir William Hamilton, quien le dio clases sobre lógica y metafísica, Philip Kelland sobre matemáticas y James Forbes sobre filosofía natural. Las clases en la Universidad no le parecieron muy difíciles y, por tanto, pudo dedicarse al ámbito privado durante el tiempo libre que le dejaba la universidad y, en particular, cuando regresaba a la mansión de Glenlair. Allí solía improvisar experimentos con materiales químicos, eléctricos y magnéticos que él reunía; sus principales preocupaciones entonces tenían que ver con la luz polarizada. Utilizó gelatina en forma de bloques: los sometió a varias tensiones y, con un par de prismas polarizantes que William Nicol le había dado, contempló los colores de los bordes que se habían desarrollado dentro de la gelatina. Mediante esta práctica descubrió la fotoelasticidad, una manera de determinar la distribución de la tensión mecánica de las estructuras físicas.
A los 18, contribuyó con dos artículos científicos más a la Royal Society de Edimburgo. Uno de estos artículos científicos, "On the Equilibrium of Elastic Solids", sentaba el fundamento para lo que sería un importante descubrimiento posterior en su vida, la doble refracción temporal producida en líquidos viscosos mediante tensión mecánica. Su otro artículo científico fue "Rolling Curves" el cual, junto al artículo científico "Oval Curves" que había escrito para la Academia de Edimburgo, también fue considerado demasiado joven para poder presentar y defender en un estrado. El artículo científico se le entregó a la Royal Society por medio de su tutor.

### Universidad de Cambridge
En octubre de 1850, ya como matemático, Maxwell abandonó Escocia para ingresar en la Universidad de Cambridge. Inicialmente, asistió a Peterhouse, pero antes de acabar su primer trimestre allí, fue transferido al Trinity College, donde esperaba conseguir una beca de investigación. En el Trinity fue elegido como miembro por la elitista sociedad secreta conocida como los Apóstoles de Cambridge. El entendimiento intelectual de su fe cristiana y sobre la ciencia se incrementaron rápidamente en los años de Cambridge. Su pertenencia a los Apóstoles, una elitista sociedad de debate intelectual, permitió abrir su mente y escritos a otros ámbitos:

Ahora mi gran plan, concebido en el pasado... es dejar que nada quede voluntariamente sin examen. Nada debe ser tierra sagrada que se rescinda a una fe estacionaria, positiva o negativa. Toda tierra en barbecho debe ser arada, y se debe seguir un sistema regular de rotación... Que nunca se esconda nada, haya o no lo haya, y no parezca siquiera que se desee ocultarlo... Nuevamente afirmo el derecho de violar cualquier parcela de Tierra Sagrada que cualquier hombre haya apartado... Ahora estoy convencido de que solo un cristiano puede purgar su tierra de estos lugares sagrados... No digo que ningún cristiano haya acotado lugares de este tipo: muchos tienen mucho y todos tienen algo; pero hay dimensiones extensas e importantes en el territorio del burlón, del panteísta, del quietista, del formalista, del dogmático, del sensualista y del resto que han sido abierta- y solemnemente proclamadas como tabú.

El cristianismo -es decir, la religión de la Biblia- es el único esquema o forma de creencia que rechaza cualquier derecho sobre tal posesión. Solo aquí todo es libre. Se puede volar a los confines del mundo y no encontrar más Dios que el Autor de la Salvación. Se pueden escudriñar las Escrituras y no encontrar un texto que os detenga en vuestras exploraciones... El Antiguo Testamento, el derecho mosaico y el judaísmo, se supone comúnmente que son "tabú" para los ortodoxos. Los escépticos pretenden haberlos leído y han encontrado ciertas objeciones ingeniosas... que muchos de los ortodoxos que no han leído admiten y silencian como si estuviesen obcecados. Pero una vela acude para expulsar todos los fantasmas y pesadillas: déjenos pasar la luz.»

El grado en el que Maxwell había "arado encima" de sus creencias cristianas, sometiéndolas a la prueba intelectual, puede ser juzgado solo de forma incompleta partiendo de sus escritos. Pero hay muchas pruebas, sobre todo a partir de sus días de estudiante, de que realmente examinó profundamente su fe. Seguramente, su conocimiento de la Biblia era notable, por lo que su confianza en las Escrituras no estaba basada en la ignorancia. En el verano de su tercer año, Maxwell pasó algún tiempo en Suffolk, en la casa del reverendo C.B. Tayler, tío de un compañero de clase, G.W.H. Tayler. El amor de Dios mostrado por la familia impresionó a Maxwell, en particular después de una enfermedad durante la que fue atendido por el ministro y su esposa. Sobre su vuelta a Cambridge, Maxwell escribe a su anfitrión reciente una carta elocuente y cariñosa, incluyendo el testimonio siguiente:

« ... Tengo la capacidad de ser más perverso que cualquier ejemplo que nadie pueda ponerme, y ... si me escapo, es solo por la gracia de Dios que me ayuda a deshacerme de mí, parcialmente en la ciencia, más completamente en la sociedad —pero no perfectamente excepto por encomendarme a Dios...»

En noviembre de 1851, Maxwell estudiaba bajo la tutela de William Hopkins, cuyo éxito en nutrir el genio matemático le había granjeado el apodo de “el fabricante de números uno” (en referencia a los wrangler, los alumnos más brillantes en cada prueba de ingreso). En 1854, Maxwell se graduó en el Trinity con un grado en matemáticas. Fue el segundo más alto en el examen final, detrás de Edward Routh, ganándose el título de “Segundo wrangler”. Más adelante fue declarado igualado con Routh en la prueba más exigente del Premio Smith. Inmediatamente después de obtener su grado, Maxwell leyó su escrito "Sobre la Transformación de Superficies por Doblado" en la Sociedad Filosófica de Cambridge. Este es uno de los pocos artículos puramente matemáticos que había escrito, demostrando su crecimiento como matemático.
Maxwell decidió permanecer en el Trinity después de la graduación y solicitó una beca, que era un proceso que podía durar un par de años. Sostenido por su éxito como estudiante de investigación, sería libre, aparte de alguna formación e impuestos de examen, para perseguir intereses científicos en su propio ocio. La naturaleza y la percepción del color eran un interés que había comenzado a abrazar en la Universidad de Edimburgo mientras era un estudiante de Forbes. Con los trompos coloreados inventados por Forbes, Maxwell fue capaz de manifestar que la luz blanca sería resultado de una mezcla de luz roja, verde y azul. Su escrito "Experimentos sobre el Color" presentó los principios de combinación en color y fue presentado a la Real Sociedad de Edimburgo en marzo de 1855. Maxwell fue esta vez capaz de entregarlo él mismo. Fue admitido en el Trinity el 10 de octubre de 1855, antes de lo marcado en la norma, y le pidieron preparar conferencias sobre la hidrostática y la óptica, y presentarse a un examen. En febrero siguiente Forbes lo impulsó a solicitar la plaza recién vacante de Filosofía Natural en el Marischal College, en Aberdeen. Su padre le ayudó en la tarea de preparar las referencias necesarias, pero murió el 2 de abril en Glenlair antes de conocer el resultado de la candidatura de su hijo. Maxwell aceptó el profesorado en Aberdeen, abandonando Cambridge en noviembre de 1856.

### Marischal College, Aberdeen, 1856–1860

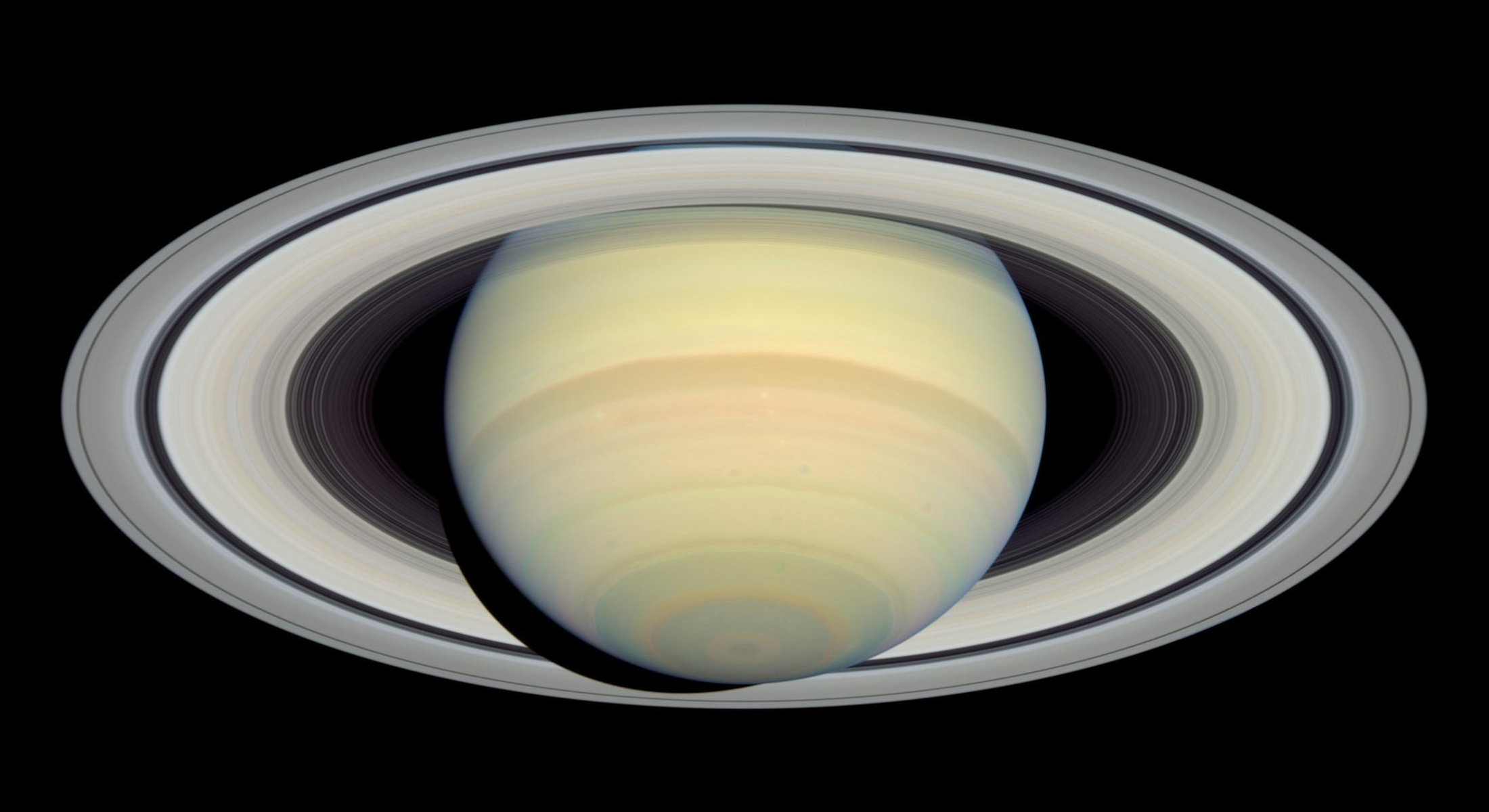
Maxwell demostró que los anillos de Saturno están formados de numerosas partículas pequeñas.

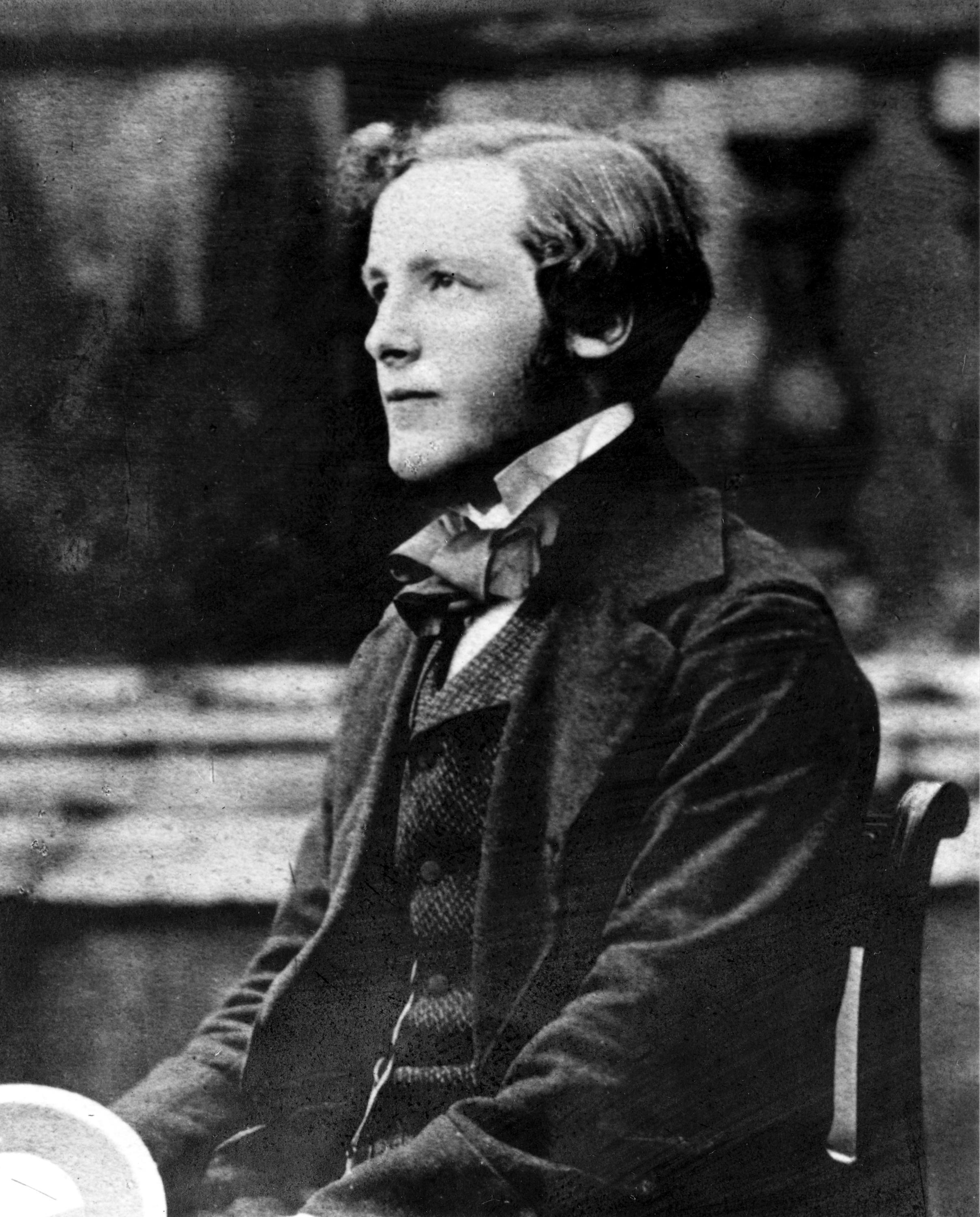
James C. Maxwell a los 23 años

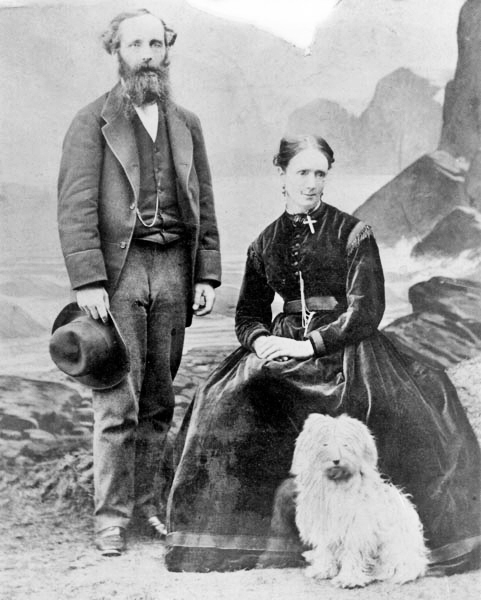
James y Katherine Maxwell, 1869

A los 25 años de edad, Maxwell fue 15 años más joven que cualquier otro profesor de la escuela del Marischal College. Se comprometió con nuevas responsabilidades como ser jefe de departamento, trazando los programas y preparando las clases. Se comprometió a impartir 15 horas a la semana, incluyendo una clase pro bono semanal dirigida a los trabajadores de la escuela. Vivió en Aberdeen durante los 6 meses del curso académico y pasó los veranos en Glenlair, lugar que había heredado de su padre.
Centró su atención en un problema que se le había escapado a los científicos durante 200 años: la naturaleza de los anillos de Saturno. Se desconocía como podían permanecer estables, sin romperse, sin ir a la deriva o colisionar con el planeta. El problema tuvo una repercusión especial en ese momento debido a que el St Jonh’s College de Cambridge lo había elegido como tema para el premio Adams de 1857. Maxwell dedicó dos años a estudiar el problema, probando que un anillo sólido normal no podía ser estable, mientras que uno líquido se vería forzado por la acción de la ola al romperse en una masa amorfa. Ya que ninguno fue observado, Maxwell concluyó que los anillos estaban compuestos por numerosas partículas a las que llamó «brick-bats», cada una orbitando independientemente alrededor de Saturno. 
Maxwell fue galardonado con £130 del premio Adams en 1859 por su ensayo On the stability of the motion of Saturn’s rings. Fue el único que concurría en haber hecho un avance sobre el tema. Su trabajo fue tan detallado y convincente que cuando George Biddell Airy lo leyó, comentó «Es una de las aplicaciones más memorables de las matemáticas a la física que jamás he visto». Fue considerado lo último en el tema hasta las observaciones directas de los vuelos de reconocimiento del Voyager, que vinieron a confirmar las predicciones de Maxwell.
En 1857 Maxwell se hizo amigo del reverendo Daniel Deward, que se convertiría más tarde en el director del Marischal College. A través de él conoció a su hija, Katherine Mary Dewar. Se comprometieron en febrero de 1858 y se casaron en Aberdeen el 2 de junio de ese mismo año. En el registro del matrimonio, Maxwell aparece como profesor de filosofía natural en el Marischal College de Aberdeen. Si se compara el periodo de siete años como senior de Maxwell con los de Katherine, poco se conoce de ella, aunque se sabe que ayudaba en el laboratorio y trabajaba con experimentos de viscosidad. El biógrafo y también amigo de Maxwell, Lewis Campbell, adoptó una inusual reticencia en el tema de Katherine, aunque describiendo su vida matrimonial como «una de devoción sin precedentes».
En 1860 el Marischal College se fusionó con el King’s College, que se trasladó cerca de este, formando la Universidad de Aberdeen. Allí no había sitio para dos profesores de filosofía natural, así que Maxwell, a pesar de su reputación científica, se vio sin trabajo. No tuvo éxito solicitando la plaza que dejó vacante Forbes en Edimburgo, pues prefirieron a Tait. En lugar de esto, a Maxwell se le concedió la cátedra de filosofía natural en el King's College de Londres. Después de recuperarse de un episodio de viruela casi mortal de 1860, Maxwell se mudó a Londres con su esposa.

### King’s College, Londres, 1860–1865
El tiempo que Maxwell pasó en el King’s College fue probablemente el más productivo de su carrera. Recibió la Medalla Rumford de la Royal Society en 1860 por su trabajo sobre el color y fue posteriormente aceptado en la Sociedad en 1861. En este periodo de su vida presentó la primera fotografía en color del mundo, desarrolló sus ideas sobre la viscosidad de los gases y propuso un sistema para definir cantidades físicas (ahora conocido como análisis dimensional). Maxwell a menudo asistió a conferencias en la Royal Institution, donde coincidió de forma regular con Michael Faraday. La relación entre ambos no podía describirse como cercana, porque Faraday era 40 años mayor que Maxwell y mostraba signos de demencia senil. Sin embargo, sentían un fuerte respeto hacia sus mutuos talentos.
Este periodo es especialmente reseñable debido a los avances de Maxwell en los campos de la electricidad y el magnetismo. Estudió la naturaleza de los campos eléctricos y magnéticos en su artículo científico de dos partes “On physical lines of force", el cual fue publicado en 1861. En él proporcionó un modelo conceptual para la inducción electromagnética, compuesto por pequeñas células giratorias de flujo electromagnético. Posteriormente, añadió dos partes más y las publicó en el mismo artículo científico en 1862. En la primera parte adicional explicó la naturaleza de la electrostática y la corriente de desplazamiento. En la segunda analizó la rotación del plano de polarización de la luz en un campo magnético, un fenómeno que fue descubierto por Faraday y que ahora es conocido como el efecto Faraday.

### Últimos años, 1865–1879
En 1865, Maxwell abandonó el King’s College, en Londres, y volvió a Glenlair con Katherine. En su artículo científico “On reciprocal figures, frames and diagrams of forces” (1870) estudió la rigidez de varios diseños de entramado. Escribió el libro de texto Theory of Heat (1871) y el tratado Matter and Motion (1876). Maxwell también fue el primero en hacer uso explícito del análisis dimensional, en 1871.
En 1871 se convirtió en el primer Profesor Cavendish de Física en Cambridge. Maxwell fue puesto a cargo del desarrollo del Laboratorio Cavendish, supervisando cada paso del progreso del edificio y de la compra del material de laboratorio. Una de las últimas grandes contribuciones a la ciencia realizadas por Maxwell fue la edición (con cuantiosas anotaciones originales) de la investigación de Henry Cavendish, según la cual parece que Cavendish investigó, entre otras cosas, cuestiones como la densidad de la Tierra y la composición del agua.
Maxwell murió en Cambridge de cáncer abdominal el 5 de noviembre de 1879 a los 48 años. Su madre había muerto a la misma edad por culpa de la misma clase de cáncer. El ministro que iba a visitarlo regularmente en sus últimas semanas de vida estaba asombrado ante su lucidez y el inmenso poder y el alcance de su mente, pero comenta particularmente:

... su enfermedad sacó a relucir su gran corazón, alma y espíritu: su firme e indudable fe en la encarnación y todos sus resultados; en la total suficiencia del resarcimiento; en el trabajo del Espíritu Santo. Él había medido y comprendido todos los diseños y sistemas de la filosofía, y los había juzgado vacíos e insatisfactorios -“unworkable” (impracticables) era lo que decía sobre ellos- y cambió con simple fe al Evangelio del Salvador.

Cuando estaba a punto de morir, Maxwell le contó a un compañero de Cambridge:

He estado pensando con cuánta delicadeza he sido tratado siempre. Nunca he sido empujado violentamente en toda mi vida. El único deseo, como David, es servir a mi generación por la voluntad de Dios, y luego caer dormido.

Maxwell fue enterrado en Parton Kirk, próximo a Castle Douglas en Galloway, cerca de donde se crio. La extensa biografía The life of James Clerk Maxwell, por su antiguo compañero de clase y eterno amigo el profesor Lewis Campbell, fue publicado en 1882. Sus trabajos fueron incluidos en volúmenes de la Cambridge University Press en 1890.

### Vida personal
Estaba casado con Katherine Clerk Maxwell, mayormente conocida por mostrar observaciones que contribuyeron a los descubrimientos de su marido.
Gran amante de la poesía escocesa, Maxwell escribió sus propios poemas, el más conocido es Rigid Body Sings, muy similar a “Comin’ through the rye” de Robert Burns, que solía cantar acompañado de una guitarra y empieza de esta manera:

Gin a body meet a body Flyin' through the air. Gin a body hit a body, Will it fly? And where?

Su amigo Lewis Campbell publicó una colección de sus poemas en 1882.
Las descripciones de Maxwell observando sus notables cualidades intelectuales están acompañadas de una dificultad social. Maxwell era un evangélico presbiteriano y en sus últimos años se convirtió en un anciano de la iglesia de Escocia. Las creencias religiosas de Maxwell y actividades relacionadas fueron el foco de un gran número de papeles. Asistió a la Iglesia Episcopal de Escocia cuando era un niño para llevar a cabo una conversión evangélica en abril de 1853. Una faceta de esta conversión podría ser la alineación con una postura antipositivista.

## Legado científico

### Electromagnetismo

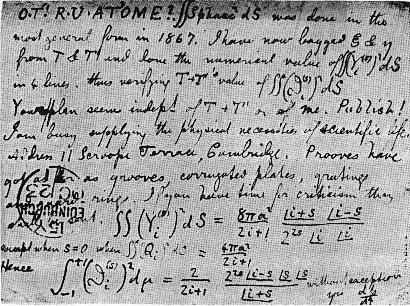
Carta dirigida por Maxwell a Peter Tait

Maxwell estudió y realizó comentarios sobre la electricidad y el magnetismo por primera vez en 1855, cuando su ensayo “On Faraday’s lines of force” fue leído ante la Sociedad Filosófica de Cambridge. El ensayo presentaba un modelo simplificado del trabajo de Faraday, y ciertos comentarios sobre la relación entre electricidad y magnetismo. Maxwell redujo todo el conocimiento referente a la materia que en ese momento se tenía a un conjunto particular de veinte ecuaciones diferenciales, con veinte variables. Este trabajo se publicaría bajo el nombre de “On Physical Lines of Force”, en marzo de 1861.
Alrededor de 1862, mientras impartía clases en el King’s College, Maxwell calculó la velocidad de propagación de un campo electromagnético, descubriendo que era aproximadamente equivalente a la de la luz (véase constantes electromagnéticas, en el artículo sobre la velocidad de la luz). Consideró esto más que una simple coincidencia, comentando que: “Difícilmente podemos evitar la conclusión de que la luz consiste en ondulaciones transversales del mismo medio que es causa de los fenómenos eléctricos y magnéticos.”
Buscando ahondar en el problema, Maxwell demostró que sus ecuaciones predecían la existencia de ondas de campos eléctricos/magnéticos oscilantes, que viajaban por el vacío a una velocidad que era posible predecir sobre la base de experimentos eléctricos simples; empleando los medios y datos disponibles en la época, Maxwell obtuvo una velocidad de 310 740 000 metros por segundo. En su artículo “A Dynamical Theory of the Electromagnetic Field”, de 1864, declara que: “Este acuerdo de resultados parece mostrarnos que la luz y el magnetismo son efectos de la misma sustancia, y que la luz es una perturbación electromagnética propagada a través de un campo de acuerdo con las leyes electromagnéticas”.
Sus famosas veinte ecuaciones aparecieron por primera vez en su versión moderna (cuatro ecuaciones en derivadas parciales) en el libro A Treatise on Electricity and Magnetism (1873). La mayor parte de este trabajo lo realizó durante su estancia en Glenlair, mientras mantenía su puesto en Londres y conseguía la cátedra Cavendish. Maxwell expresó sus trabajos sobre electromagnetismo basándose en tensores, y con el potencial electromagnético como centro de la teoría. En 1881, Oliver Heaviside reemplazó el campo de potencial electromagnético de Maxwell por “campos de fuerza”, reduciendo la complejidad de la teoría de Maxwell y haciendo posible su reducción a cuatro ecuaciones, que ahora conocemos con Leyes de Maxwell o Ecuaciones de Maxwell. Según Heaviside, el campo de potencial electromagnético resultaba arbitrario y debía ser "asesinado". Actualmente, el uso de potenciales (en forma escalar o vectorial) es el estándar para resolver dichas ecuaciones.
Algunos años después, Heaviside y Peter Guthrie Tait mantuvieron un debate sobre los méritos relativos del análisis vectorial y de los tensores. El resultado fue la aceptación de que no había necesidad de tener los datos y el conocimiento físico profundo que proveían los tensores si la teoría era puramente local, por lo que el análisis vectorial se convirtió en lo común. Se probó que Maxwell estaba en lo correcto, y su conexión (cuantitativa) entre luz y electromagnetismo se considera uno de los mayores logros de la física matemática del siglo XIX.
Maxwell también introdujo el concepto de campo electromagnético, en comparación al concepto de líneas de fuerza descrito por Faraday. Entendiendo la propagación del electromagnetismo como campo emitido por partículas activas, Maxwell pudo realizar avances en su trabajo sobre la luz. En esos años, su teoría sobre la propagación de la luz requería un medio para las ondas, llamado éter lumínico. A lo largo del tiempo, la existencia de tal medio, que teóricamente permeaba todo espacio y era indetectable mediante métodos mecánicos, fue catalogada como imposible al no poder compatibilizarse con experimentos como el de Michelson-Morley. Además, parecía requerir un marco de referencia absoluto para que sus ecuaciones fuesen válidas, algo que provocaba que su forma cambiase respecto a un observador en movimiento. Tales dificultades inspirarían a Albert Einstein a la hora de formular su teoría de la relatividad especial; cosa que a su vez terminó con la necesidad de un éter lumínico estacionario.

### Percepción del color

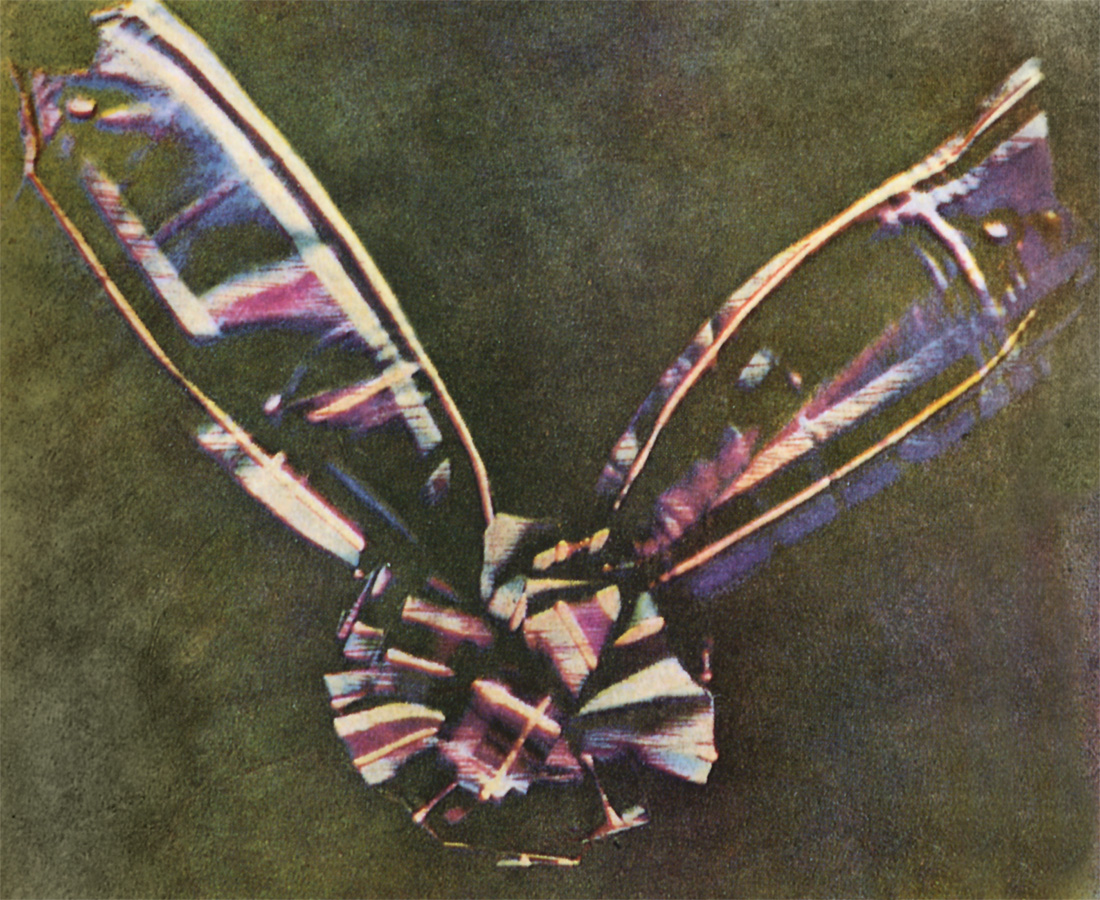
Imagen de una banda de tela escocesa, la primera fotografía en color duradera. Fue tomada en una demostración realizada por James Clerk Maxwell en una conferencia de 1861

Como la mayoría de físicos de su tiempo, Maxwell tenía un gran interés por la psicología. Se interesó particularmente, siguiendo los pasos de Isaac Newton y Thomas Young, en el estudio de la percepción del color. Desde 1855 hasta 1872, publicó irregularmente series de investigación que trataban de la percepción del color, el daltonismo, y la teoría del color, otorgándosele la Medalla Rumford por On the Theory of Colour Vision.
Isaac Newton había demostrado, usando prismas, que la luz blanca, como por ejemplo la luz solar, se compone de un número de componentes monocromáticos que podrían volver a combinarse en la luz blanca. Newton también demostró que un color naranja hecho de amarillo y rojo podría verse igual que una luz naranja monocromática a pesar de que estuviese compuesta de dos luces monocromáticas amarillas y rojas. De ahí la paradoja que dejó perplejos a los físicos del momento: dos luces complejas (compuestas de más de una luz monocromática) podrían parecerse pero ser físicamente diferentes, llamadas metamerismo. Thomas Young propuso años después que esta paradoja podría explicarse al ser percibidos los colores a través de un número limitado de canales en los ojos, que podrían ser tres, la teoría del color tricromática. Maxwell utilizó la recientemente desarrollada álgebra lineal para probar la teoría de Young. Cualquier luz monocromática que estimule a tres receptores debería ser capaz igualmente de ser estimulada por un conjunto de tres luces monocromáticas diferentes (de hecho, por cualquier conjunto de tres luces diferentes). Demostró que ese era el caso, inventando experimentos de combinación de colores y colorimetría.
Maxwell también estuvo interesado en aplicar su teoría del color, concretamente en la fotografía en color. Partiendo directamente de su trabajo en psicología acerca de la percepción del color: si una suma de tres luces pudiese reproducir cualquier color perceptible, entonces las fotografías en color podrían ser producidas con un conjunto de filtros de tres colores. En su artículo científico de 1855, Maxwell propuso que si tres fotografías en blanco y negro fuesen tomadas a través de filtros rojos, verdes y azules y copias transparentes de las imágenes fueran proyectadas en una pantalla usando filtros similares, cuando se sobrepusieran en la pantalla, el resultado sería percibido por el ojo humano como una reproducción completa de todos los colores en la escena.
Durante una conferencia de la Real Institución de 1861 sobre teoría del color, Maxwell presentó la primera demostración de fotografía en color del mundo por este principio de análisis y síntesis de tres colores. Thomas Sutton, inventor de la cámara réflex de una sola lente, tomó la fotografía. Fotografió una cinta de tela escocesa tres veces, a través de filtros rojos, verdes y azules, y también hizo una cuarta fotografía a través de un filtro amarillo que, según el relato de Maxwell, no fue utilizado en la demostración. Debido a que las placas fotográficas de Sutton eran insensibles al rojo y apenas sensibles al verde, los resultados de este experimento pionero estaban lejos de ser perfectos. En el relato publicado de la conferencia, se decía que «si las imágenes en rojo y en verde hubieran sido fotografiadas tan perfectamente como el azul», habría sido una imagen verdaderamente coloreada de la cinta de tela. «Encontrando materiales fotográficos más sensibles a los rayos menos refractivos, la representación de los colores de los objetos podría mejorar mucho». Los investigadores en 1961 concluyeron que el aparente imposible éxito parcial de la exposición por el filtro rojo fue debido a la luz ultravioleta, que es fuertemente reflejada por algunos colorantes rojos, no totalmente bloqueada por el filtro rojo usado, y dentro del rango de sensibilidad del proceso de colodión húmedo empleado por Sutton.

### Teoría cinética y termodinámica

Demonio de Maxwell, un experimento mental donde la entropía disminuye

Maxwell también trabajó sobre la teoría cinética de los gases. Originada en los trabajos de Daniel Bernoulli, su hipótesis avanzó (gracias al esfuerzo de científicos como John Herapath, John James Waterston, James Joule y especialmente Rudolf Clausius) hasta tal punto que su precisión estaba considerada fuera de toda duda. De todos modos, Maxwell pudo desarrollarla enormemente, en un campo donde era a la vez experimentador (con las leyes de fricción para gases) y matemático.
Entre 1859 y 1866, desarrolló una teoría sobre la distribución de velocidades dentro de las partículas de un gas. Esta fue generalizada, más tarde, por Ludwig Boltzmann. Su fórmula, que recibe el nombre de distribución de Maxwell-Boltzmann, permite cuantificar la fracción de partículas sobre el total del gas que se mueven a una determinada velocidad para cualquier temperatura dada. En la teoría cinética, las temperaturas, y en general el calor, solo causan movimiento molecular. Este enfoque generalizaba las leyes de la termodinámica previamente establecidas, y explicaba ciertos experimentos y observaciones mucho mejor que las herramientas anteriores. El trabajo de Maxwell en la termodinámica le llevó a diseñar el famoso experimento mental del demonio de Maxwell, donde la segunda ley de la termodinámica es violada, al existir un ser capaz de separar las partículas según su nivel energético.
En 1871 estableció las relaciones termodinámicas de Maxwell, igualdades entre las derivadas segundas de los potenciales termodinámicos y diferentes variables propias de la termodinámica. En 1874, Maxwell construyó un modelo de yeso para visualizar los cambios de fase desde un punto de vista termodinámico, basándose en la idea que el científico americano Josiah Willard Gibbs había publicado en sus artículos científicos sobre termodinámica gráfica.

### Teoría del control
Con su artículo científico "On governors", publicado en los Proceeding of the Royal Society, Maxwell sentó algunas de las bases de la actual teoría del control. En este artículo, el autor discutía algunos aspectos sobre los reguladores centrífugos que se usaban para controlar las máquinas de vapor de la época.

## Legado

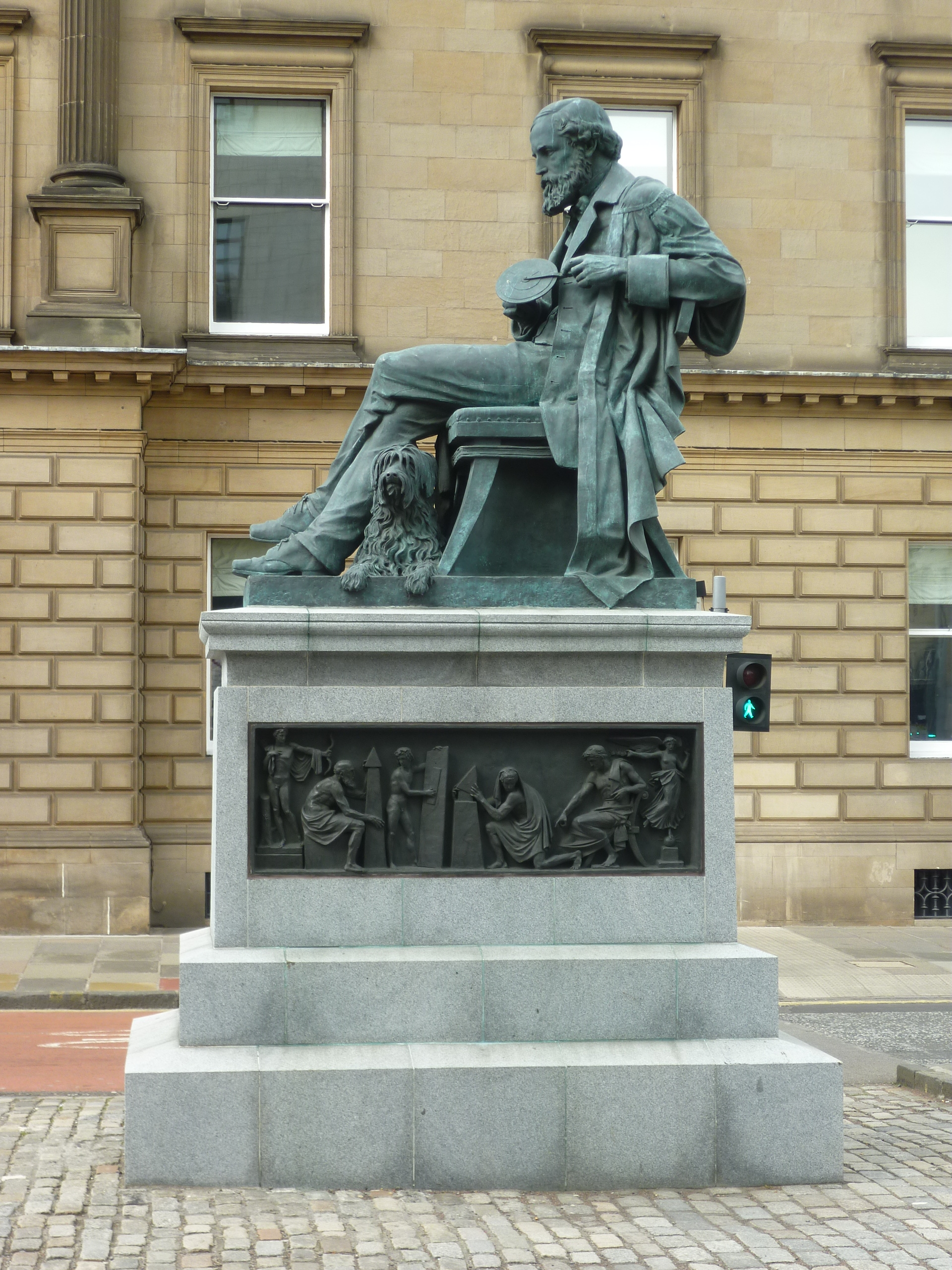
Monumento dedicado a James Clerk Maxwell en Edimburgo, por Alexander Stoddart, realizado por encargo de la Royal Society de Edimburgo (2008)

El nombre de James Clerk Maxwell ha sido homenajeado en múltiples ocasiones, tales como:
- El maxwell (Mx), una unidad compuesta para la medición de flujo magnético.
- El Premio James Clerk Maxwell en física de plasmas de la Sociedad Americana de Física.
- Premio Maxwell del IEEE.
- El cráter lunar Maxwell lleva este nombre en su memoria.[70]
- El asteroide (12760) Maxwell también conmemora su nombre.
- Así mismo, los Maxwell Montes de Venus llevan su nombre.[71]
- La brecha Maxwell dentro de los anillos de Saturno.
- El telescopio James Clerk Maxwell, el mayor telescopio astronómico del mundo (15 metros) para longitudes de onda por debajo del milímetro.
- El Edificio James Clerk Maxwell de la Universidad de Edimburgo, donde se sitúan las facultades de meteorología, matemáticas y física.
- El edificio James Clerk Maxwell en el campus Waterloo del King’s College londinense. En la universidad también reciben su nombre una cátedra y una sociedad para físicos sin graduar.[72]
- El Centro James Clerk Maxwell de la Academia de Edimburgo.[73]
- El Centro Maxwell de la Universidad de Cambridge, dedicado a las relaciones academia-industria en el ámbito de las ciencias físicas y la tecnología.
- Una estatua en la Calle George de Edimburgo.[74]
- La empresa de fabricación de GPUs Nvidia nombró la arquitectura de su serie GeForce 900 en honor a Maxwell.[75]
- La Star of Caledonia, una escultura propuesta, pero aún no construida, rinde tributo a Maxwell.[76]
- Maxwell, el software de análisis electromagnético de ANSYS.
- Crean el Colegio James Clerk Maxwell en Arequipa.

## Publicaciones
- Maxwell, James Clerk (1873), A treatise on electricity and magnetism Vol I, Oxford : Clarendon Press.
- Maxwell, James Clerk (1873), A treatise on electricity and magnetism Vol II, Oxford : Clarendon Press.
- Maxwell, James Clerk (1881), An Elementary treatise on electricity, Oxford : Clarendon Press.
- Maxwell, James Clerk (1890), The scientific papers of James Clerk Maxwell Vol I, Dover Publication.
- Maxwell, James Clerk (1890), The scientific papers of James Clerk Maxwell Vol II, Cambridge, University Press.
- Maxwell, James Clerk (1908), Theory of heat, Longmans Green Co.[77]
- Tres de las contribuciones de Maxwell a la Encyclopædia Britannica aparecen en la novena edición (1878): Atom, Attraction,, y Ether; y tres en la decimoprimera (1911): Capillary Action, Diagram, y Faraday, Michael.